# Henri Tajfel

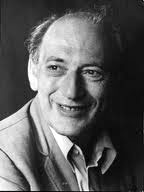
Henri Tajfel

Henri Tajfel (* 22. Juni 1919 in Włocławek, Polen; † 3. Mai 1982 in Oxford; Geburtsname Hersz Mordche Tajfel) war ein britischer Sozialpsychologe polnischer Herkunft.

## Biografie
Henri Tajfel war der Sohn eines jüdischen Geschäftsmanns. Nachdem es Juden kaum möglich war, ein Hochschulstudium anzutreten, studierte er 1937 bis 1939 Chemie an der Universität Toulouse und an der Pariser Sorbonne. Er wurde im Zweiten Weltkrieg französischer Soldat und geriet von 1940 bis 1945 in deutsche Kriegsgefangenschaft. Dort verbarg er unter Lebensgefahr seine Identität als polnischer Jude, was er später mit seiner Theorie der sozialen Identität reflektierte. Von seinen direkten Verwandten überlebte keiner den Holocaust. Nach dem Krieg arbeitete Tajfel zunächst für internationale Hilfsorganisationen und studierte dann in Paris und Brüssel Psychologie.
Danach zog er mit seiner Frau und den beiden Söhnen nach Großbritannien und nahm 1957 die britische Staatsbürgerschaft an. Seine Forschungstätigkeit an der Universität Oxford lag auf verschiedenen Gebieten der Sozialpsychologie (u. a. Vorurteile, Nationalismus und sozialer Einfluss). Nach zwei Forschungsaufenthalten in den USA erhielt er 1967 einen Lehrstuhl in Bristol.
Henri Tajfel starb im Alter von 62 Jahren an Krebs.

## Leistung
Bekannt wurden Tajfels „Minimalgruppen“-Experimente, die auf Muzaffer Şerifs Ferienlagerexperiment aufbauten. Versuchspersonen wurden zufällig (zum Beispiel per Münzwurf) oder aufgrund trivialer Eigenschaften (Vorliebe für zwei Maler) in zwei Gruppen eingeteilt. Obwohl sich die Versuchspersonen vorher nicht kannten und auch während des Experiments keinen Kontakt hatten, begannen sie trotzdem, sich mit ihrer Gruppe zu identifizieren und Mitglieder ihrer Gruppe (Eigengruppe) gegenüber Mitgliedern der anderen Gruppe (Fremdgruppe) zu bevorzugen. Die „eigenen Leute“ wurden als sympathischer, ihre Arbeit als besser bewertet, sie erhielten mehr Geld und andere Belohnungen. „Die Anderen“ wurden unfair, feindselig und unbarmherzig behandelt.
In seinem paradigmatischen ersten Experiment (1971) zeigte er englischen Schuljungen Tafeln mit Punkten, deren Anzahl sie schätzen sollten. Willkürlich teilte er die Jungen dann in zwei Gruppen ein, wobei er vorgab, die einen hätten zu hoch, die anderen zu niedrig geschätzt. Anschließend bearbeitete jeder Junge eine weitere Aufgabe; seine Leistung wurde von den anderen bewertet. Hierbei wurde die Eigengruppe durchgehend höher benotet; die Fremdgruppe wurde gnadenlos ausgebuht.
Vorurteile, Stereotypen und Diskriminierung bedürfen also weder biologischer (Geschlecht, Alter, Ethnie, Sexualität) noch historischer (Staatsangehörigkeit, Kultur, Religion) Merkmale.
Hieraus entwickelten Tajfel und John C. Turner ihre Theorie der sozialen Identität.
Die European Association of Social Psychology (EASP) vergab bis 2019 den Henri-Tajfel-Award. Tajfel wurde als Namensgeber für den Preis abgesetzt, nachdem ihm unangemessenes und inakzeptables Verhalten gegenüber Mitarbeiterinnen vorgeworfen worden war.

## Kritik
Jacy Young und Peter Hegarty behaupteten im Jahr 2019, dass Tajfel in seiner Arbeitseinheit eine Atmosphäre der sexuellen Belästigung und Schikane erzeugte, unter der seine Mitarbeiter litten, und die auch seine Forschung und Ideenbildung inhaltlich negativ beeinflusste.

## Werke
- Differentiation between social groups. Studies in the social psychology of intergroup relations, 1978 (ISBN 0-12-682550-5)
- Human groups and social categories, 1981 (deutsche Ausgabe: Gruppenkonflikt und Vorurteil, 1982 (ISBN 3-456-81219-1)
- Social identity and intergroup relations. Cambridge University Press 1982
- (mit John C. Turner): An integrative theory of social conflict. in: W. Austin und S. Worchel (Hrsg.): The social psychology of intergroup relations, 1979, ISBN 0-8185-0278-9, S. 33–47 (online)